# Convenzione contro la desertificazione

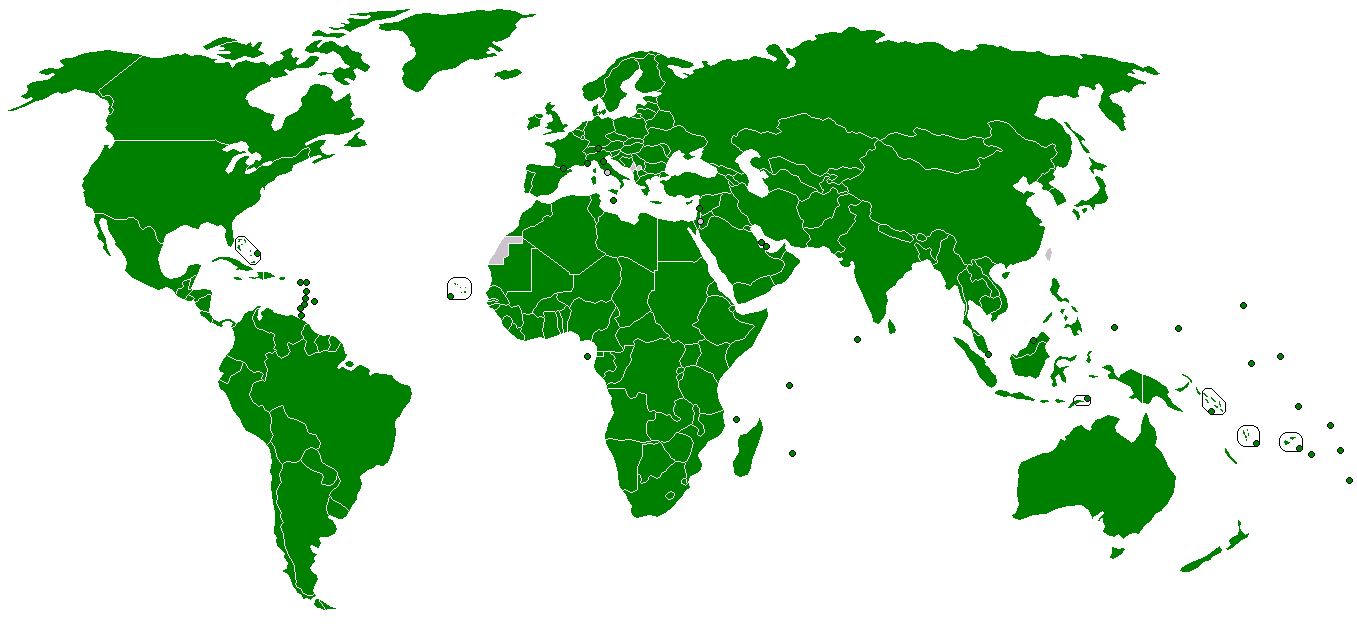
In verde gli Stati che hanno sottoscritto la convenzione

La Convenzione delle Nazioni Unite per combattere la desertificazione in quei Paesi che soffrono di gravi siccità, particolarmente in Africa, brevemente Convenzione contro la desertificazione (United Nations Convention to Combat Desertification, UNCCD), è stata stilata il 17 giugno 1994 a Parigi, ed è entrata in vigore il 26 dicembre 1996, 90 giorni dopo la ratifica del cinquantesimo paese, ma la sua storia è lunga e tortuosa.
La Convenzione contro la desertificazione (UNCCD) viene considerata, insieme a Convenzione sulla Diversità Biologica (CBD) e Convenzione quadro delle Nazioni Unite sui cambiamenti climatici (UNFCCC) una delle tre Convenzioni di Rio del 1992.

## Storia e generalità
Le Nazioni Unite avevano da tempo riconosciuto la desertificazione come uno dei maggiori problemi economici, sociali e ambientali in vari paesi del mondo, e nel 1977 la Conferenza delle Nazioni Unite sulla desertificazione (UNCOD) adottò il Piano d'azione per combattere la desertificazione (PACD). Nonostante questo piano, uno studio del Programma delle Nazioni Unite per l'ambiente (UNEP) del 1991 concluse che, «malgrado si possano registrare alcuni esempi localizzati di successo, il processo di degrado della terra in zone aride, semi-aride e subumide si è generalmente intensificato».
Quindi, la desertificazione rappresentava ancora un argomento di grande preoccupazione nel giugno 1992 quando i governanti di molti paesi del mondo si riunirono a Rio de Janeiro per la Conferenza delle Nazioni Unite sull'ambiente e lo sviluppo (UNCED), nota come Conferenza di Rio.
A Rio de Janeiro furono presentate la Convenzione sulla diversità biologica (CBD) e la Convenzione quadro delle Nazioni Unite sui cambiamenti climatici (UNFCCC), ma si stabilì anche che contro la desertificazione si sarebbero dovute sviluppare attività nuove, con un approccio integrato ai problemi enfatizzando le azioni che promuovessero lo sviluppo sostenibile a livello di comunità, quindi un approccio che cerca di bloccare il grave fenomeno della desertificazione attraverso la somma di tanti piccoli interventi.
A Rio de Janeiro si decise inoltre di istituire un comitato di negoziazione intergovernativo per preparare, entro giugno 1994, una Convenzione per combattere la desertificazione in quei paesi che soffrono di gravi siccità, particolarmente in Africa. Il 17 giugno 1994, a Parigi, la Convenzione per combattere la desertificazione in quei Paesi che soffrono di gravi siccità, particolarmente in Africa venna adottata ed aperta alla firma dei Paesi. La convenzione conta più di 197 paesi e la prima conferenza delle Parti si tenne nell'ottobre 1997 a Roma.
Anche per sensibilizzare l'opinione pubblica sul tema, il 2006 è stato dichiarato dall'Assemblea generale delle Nazioni Unite "Anno internazionale dei deserti e della desertificazione", a cui sono seguite discussioni sull'efficacia pratica dell'Anno internazionale.

## Definizioni

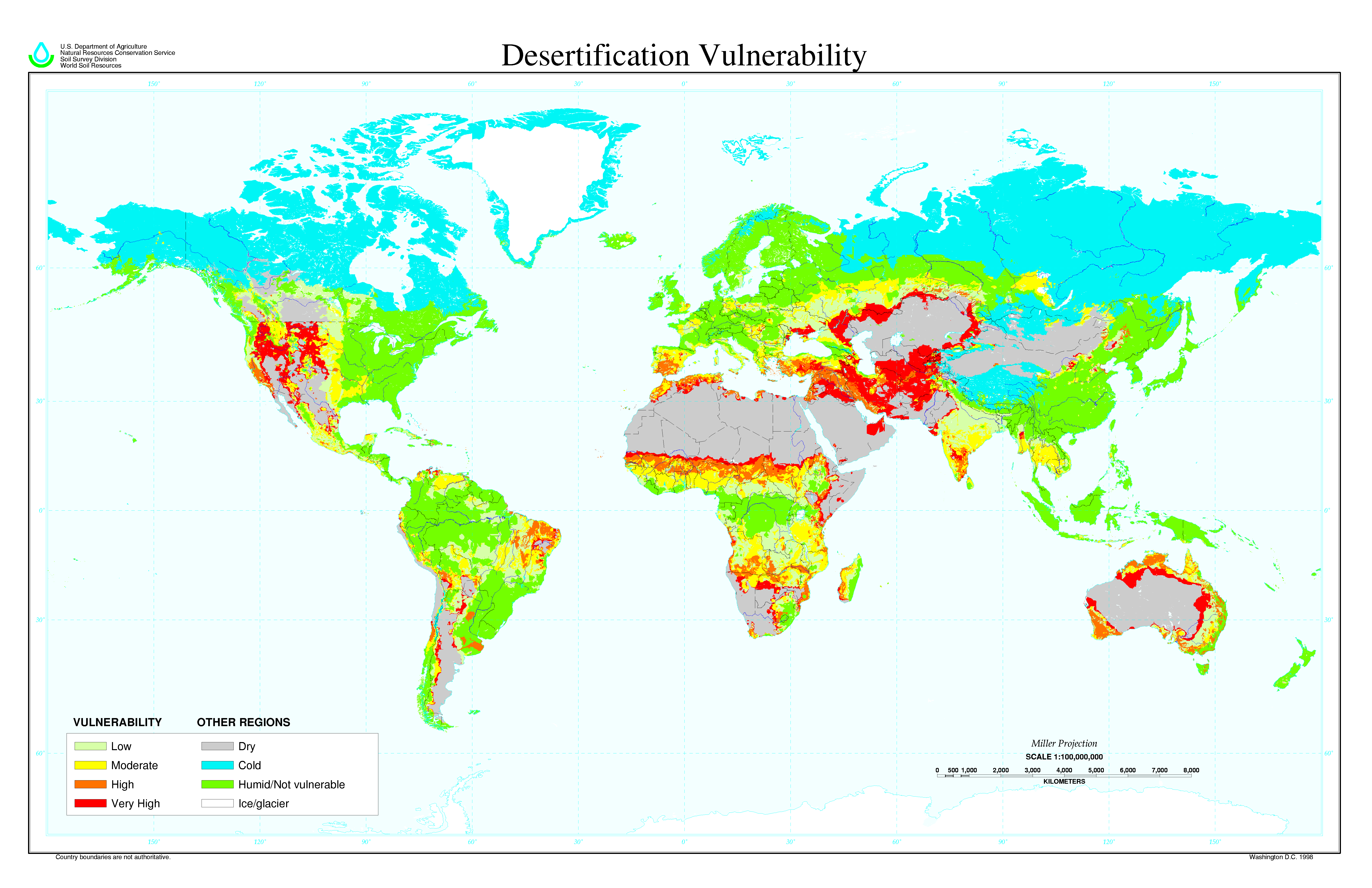
Vulnerabilità alla desertificazione

La desertificazione è identificata dalla Convenzione come la degradazione delle terre in aree aride, semi aride, e subumide principalmente causata dalle variazioni climatiche e dalle attività umane.
Il nuovo concetto di desertificazione non si riferisce più quindi al processo di espansione dei deserti esistenti ma al processo di degrado, più o meno lento e più o meno volontario, di terre soggette a sovrasfruttamento e a uso non appropriato. Tale degrado risulta maggiormente irreversibile in zone già in origine aride o semi-aride.
Circa un terzo delle terre emerse, in più di cento paesi e popolate da circa un miliardo di persone sono da considerarsi aride, semi-aride o subumide e sono quindi potenzialmente in pericolo di desertificazione. Molte aree sono già vittime di questo fenomeno.

## Cause e obiettivi
Le cause maggiori di desertificazione sono state identificate in deforestazione, sovrapascolo, e cattive pratiche di irrigazione; ma anche povertà e instabilità politica sono considerate contribuire significativamente.
Combattere la desertificazione diventa quindi essenziale per assicurare una produttività, immediata e nel lungo termine, per le popolazioni che vivono nelle aree interessate.  Visti i fallimenti che si sono avuti in passato, la Convenzione sta cercando di sviluppare un approccio innovativo al problema.  Il problema è difficile e si prevede che non ci saranno soluzioni in tempi brevi in quanto le cause sono molte e complesse e spaziano dai meccanismi del commercio internazionale alle pratiche di uso del suolo non sostenibili.
La Convenzione quindi ha adottato una strategia basata sulla promozione di tante azioni locali, spesso piccole ma spesso con idee nuove ed approcci innovativi e che prediligano il partenariato internazionale. Questo perché i cambiamenti da effettuare sono sia a livello locale che internazionale.
La Convenzione cerca di fermare il processo di desertificazione e di restaurare parte dei terreni degradati anche per contribuire al raggiungimento di una sicurezza alimentare nelle aree affette, ossia per contribuire a creare le basi per uno sviluppo sostenibile nei paesi affetti da desertificazione è il fine ultimo della Convenzione.

## Programmi della Convenzione
I paesi afflitti dai problemi di desertificazione stanno mettendo in pratica le linee guida della Convenzione attraverso l'identificazione e la messa in opera di programmi d'azione nazionali, sub-regionali e regionali.  I programmi sono sviluppati seguendo gli specifici criteri regionali (diversi da regione a regione) descritti negli Annessi della convenzione.  L'Africa, la regione dove i processi di desertificazione sono i più drammatici, è considerata una priorità a livello globale, ma anche per Asia, America Latina e Caraibi, Mediterraneo Settentrionale, ed Europa Orientale e Centrale esistono delle linee guida specifiche per lo sviluppo dei programmi.
In tutte le regioni i programmi e le attività devono comunque svilupparsi secondo i seguenti criteri:
- tenere conto e imparare dalle esperienze passate;
- utilizzare un approccio democratico bottom-up per l'identificazione di attività (ossia non imposto da chi governa il territorio ma sviluppato da, o insieme, alle comunità che vivono nell'area);
- enfatizzare e stimolare la partecipazione popolare e la creazione di un ambiente favorevole ossia di un sistema che faccia sì che alle popolazioni locali siano dati gli strumenti adatti per agire in prima persona nel processo di contrasto del degrado delle terre;
- operare cambiamenti politici in modo da decentralizzare le decisioni ad autorità competenti locali, migliorare i sistemi di diritto terriero e di proprietà, estendere i poteri decisionali alle donne e ai produttori agricoli (coltivatori e pastori);
- permettere alle organizzazioni della società civile di giocare un ruolo importante nella preparazione e nell'attuazione di tali programmi d'azione;
- integrare completamente questi programmi d'azione contro la desertificazione nelle politiche nazionali per lo sviluppo sostenibile;
- mantenere una grande flessibilità nell'identificazione dei programmi in modo da poterli re-indirizzare al modificarsi delle circostanze.

Un altro criterio importante nella creazione di programmi contro la desertificazione è quello della cooperazione tra i paesi afflitti dallo stesso problema, soprattutto se confinanti.  È infatti molto importante che le azioni vengano concertate in maniera da offrire un fronte, più forte possibile, e da potere sommare gli effetti positivi.
Quello di coordinare le azioni è anche un tema molto importante per riuscire più facilmente a canalizzare su tali attività i finanziamenti da parte di agenzie bilaterali o multilaterali di cooperazione.
I paesi cosiddetti sviluppati rivestono un ruolo importante anche nello sviluppo di attività di ricerca e delle tecnologie più adatte a fronteggiare i problemi di desertificazione.
La Convenzione inoltre pone un'enfasi particolare nella sensibilizzazione, nell'educazione e nella formazione riguardo alle problematiche, alle cause e alle possibili attività di difesa dai problemi derivanti dalla desertificazione.

### Quadro strategico 2018-2030
La 13ª Conferenza delle Parti (COP13), che si è tenuta a Ordos, in Cina, nel 2017, ha adottato l'UNCCD 2018–2030 Strategic Framework e ha incoraggiato le Parti ad applicarlo nelle loro politiche, programmi, piani e processi nazionali relativi alla desertificazione, degrado del territorio e siccità.
Il Quadro strategico è costituito da tre componenti principali: visione, obiettivi strategici e quadro di attuazione.
La visione è una dichiarazione d'intenti: «Un futuro che eviti, minimizzi e inverta la desertificazione/degrado del territorio e mitighi gli effetti della siccità nelle aree colpite a tutti i livelli e si sforzi di raggiungere un mondo neutrale dal degrado del territorio coerente con l'obiettivo Agenda 2030 per lo sviluppo sostenibile, nell'ambito della Convenzione».
Il Quadro strategico contiene cinque obiettivi che intendono guidare le azioni di tutti i soggetti interessati nel periodo 2018-2030:
1. migliorare le condizioni degli ecosistemi colpiti, combattere la desertificazione/degrado del territorio, promuovere la gestione sostenibile del territorio e contribuire alla neutralità del degrado del territorio;
2. migliorare le condizioni di vita delle popolazioni colpite;
3. mitigare, adattare e gestire gli effetti della siccità al fine di migliorare la resilienza delle popolazioni e degli ecosistemi vulnerabili;
4. generare benefici ambientali globali attraverso l'efficace attuazione della Convenzione;
5. mobilitare risorse finanziarie e non finanziarie sostanziali e aggiuntive per sostenere l'attuazione della Convenzione costruendo partenariati efficaci a livello globale e nazionale.

L'UNCCD utilizza i rapporti nazionali come strumento per monitorare i progressi verso gli obiettivi strategici. I rapporti nazionali vengono presentati all'UNCCD ogni quattro anni circa. I dati raccolti vengono sintetizzati, compilati e analizzati dal Segretariato per una revisione che sfocia infine in una decisione della Conferenza sui prossimi passi per migliorare l'attuazione.
La terza componente, il quadro di attuazione, definisce i ruoli e le responsabilità delle parti, delle istituzioni dell'UNCCD, dei partner e delle parti interessate nel raggiungimento degli obiettivi strategici prestabiliti.

## Organi della Convenzione

### Conferenza delle Parti
La Conferenza delle Parti (Conference of the Parties, COP) è l'organo decisionale responsabile di attuare la Convenzione.
La Conferenza delle Parti è composta dai 193 Stati che aderiscono alle Nazioni Unite, dalle Isole Cook, da Niue, dallo Stato di Palestina e dall'Unione europea, per un totale di 197 Parti.
Le prime cinque sessioni, dal 1997 al 2001, si sono tenute annualmente; dal 2001 si tengono con scadenza biennale.
| COP   | Anno | Città        | Stato          | Punti principali in agenda                                               |
| ----- | ---- | ------------ | -------------- | ------------------------------------------------------------------------ |
| COP1  | 1997 | Roma         | Italia         |                                                                          |
| COP2  | 1998 | Dakar        | Senegal        |                                                                          |
| COP3  | 1999 | Recife       | Brasile        |                                                                          |
| COP4  | 2000 | Bonn         | Germania       |                                                                          |
| COP5  | 2001 | Ginevra      | Svizzera       | Committee for the Review of the Implementation of the Convention (CRIC)  |
| COP6  | 2003 | L'Avana      | Cuba           |                                                                          |
| COP7  | 2005 | Nairobi      | Kenya          |                                                                          |
| COP8  | 2007 | Madrid       | Spagna         |                                                                          |
| COP9  | 2009 | Buenos Aires | Argentina      |                                                                          |
| COP10 | 2011 | Changwon     | Corea del Sud  |                                                                          |
| COP11 | 2013 | Windhoek     | Namibia        |                                                                          |
| COP12 | 2015 | Ankara       | Turchia        |                                                                          |
| COP13 | 2017 | Ordos        | Cina           | UNCCD 2018–2030 Strategic Framework                                      |
| COP14 | 2019 | Nuova Delhi  | India          | The New Delhi Declaration: Investing in Land and Unlocking Opportunities |
| COP15 | 2022 | Abidjan      | Costa d'Avorio |                                                                          |
| COP16 | 2024 | Riad         | Arabia Saudita |                                                                          |

### Segretariato permanente
Il Segretariato permanente organizza le sessioni della Conferenza delle Parti e dei suoi organi sussidiari, istituiti ai sensi della Convenzione, e fornisce loro i servizi richiesti.
Il Segretariato dal gennaio 1999 ha sede a Bonn, inizialmente a Haus Carstanjen, dall'11 luglio 2006 al Campus delle Nazioni Unite.
I lavori del Segretariato sono coordinati dal Segretario esecutivo.
Segretari esecutivi:
| Nome             | Stato        | Mandato                             |
| ---------------- | ------------ | ----------------------------------- |
| Hama Arba Diallo | Burkina Faso | 1997 - 19 giugno 2007               |
| Luc Gnacadja     | Benin        | 1º ottobre 2007 - 30 settembre 2013 |
| Monique Barbut   | Marocco      | 1º ottobre 2013 - 5 febbraio 2019   |
| Ibrahim Thiaw    | Mauritania   | dal 5 febbraio 2019                 |

### Comitato della scienza e della tecnologia
Il Comitato della scienza e della tecnologia (Committee on Science and Technology, CST) è stato istituito come organo sussidiario della Conferenza delle Parti.
Il Comitato consiglia la Conferenza delle Parti sugli aspetti scientifici e tecnologici e raccoglie, analizza ed esamina i dati di interesse. Pertanto, il Comitato funge da collegamento tra il COP e la comunità scientifica, cercando di ottenere cooperazione e utilizzando i servizi e le informazioni fornite dalle competenti organizzazioni nazionali, internazionali e non governative. Lo sviluppo delle capacità, l'istruzione e la formazione sono essenziali nei paesi in via di sviluppo affinché le persone colpite dalla desertificazione possano combatterla.
Al fine di aumentare l'efficienza e l'efficacia del Comitato, la COP ha istituito un Gruppo di esperti che sviluppa strategie di comunicazione tra le proprie attività, l'utente finale e la comunità di ricerca e realizza una metodologia di valutazione integrativa della povertà e degrado del suolo, tra le altre attività.

### Comitato per la revisione dell'attuazione della convenzione
Il Comitato per la revisione dell'attuazione della convenzione (Committee for the Review of the Implementation of the Convention, CRIC) è l'organo che assiste la Conferenza delle Parti nella revisione periodica dell'attuazione della Convenzione. È stato istituito per la prima volta alla COP5 del 2001 come organo sussidiario della COP.
Alla COP9 del 2009 le Parti hanno adottato i nuovi Termini di riferimento del CRIC e hanno deciso che sarebbe diventato un organismo sussidiario permanente della Conferenza. In conformità con il suo mandato, il CRIC assiste la Conferenza nella revisione dell'attuazione della Convenzione sotto l'autorità e la guida della COP e come parte integrante del riesame delle prestazioni e della valutazione del sistema di attuazione.

## Pubblicazioni
- (EN) United Nations Convention to Combat Desertification in Those Countries Experiencing Serious Drought and/or Desertification, Particularly in Africa (PDF), Parigi, Convention to Combat Desertification, 17 giugno 1994.